# 앤틸리스 해류

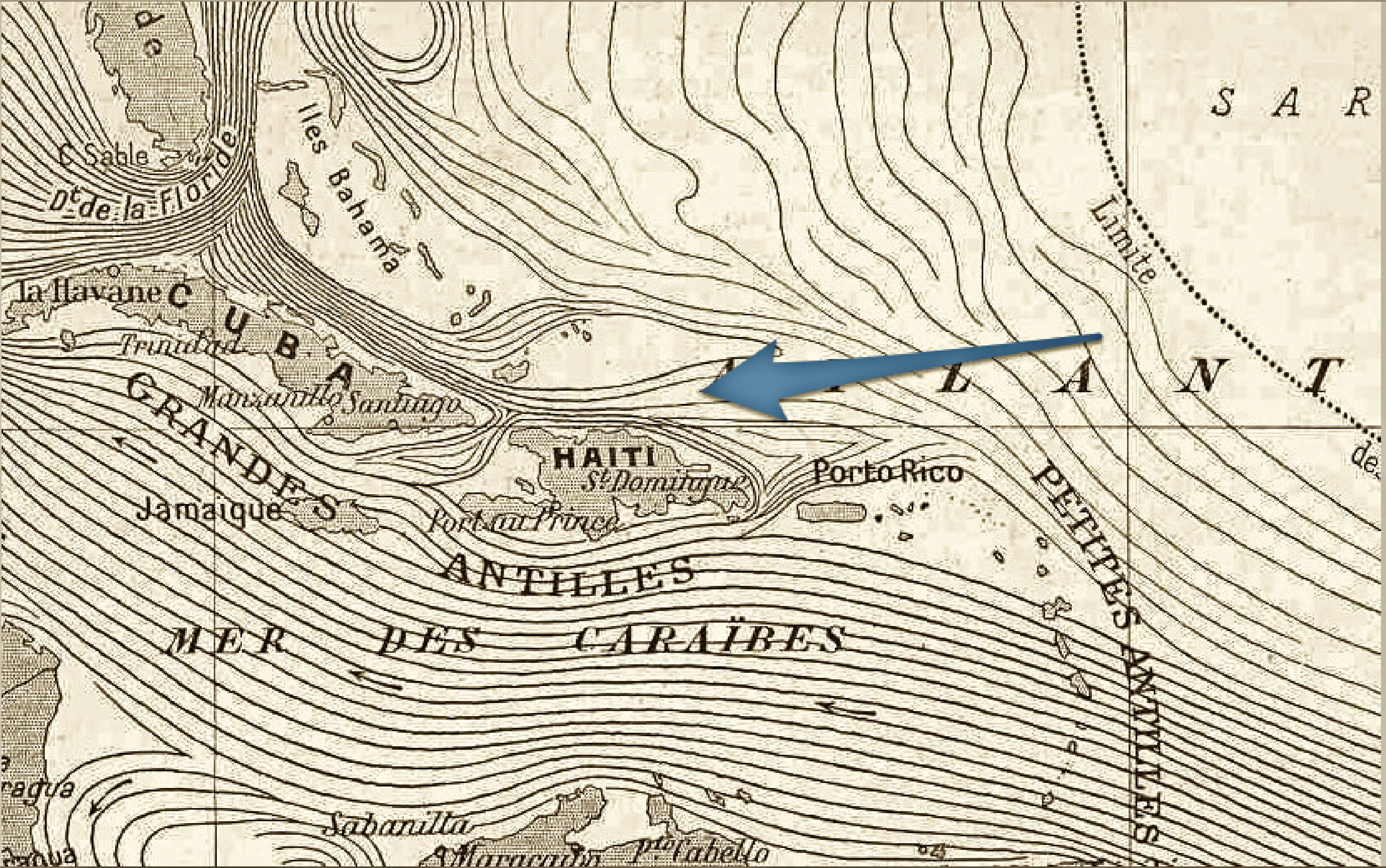

앤틸리스 해류(Antilles Current)는 카리브해와 대서양을 분리하는 섬쇄를 지나 북동쪽으로 흐르는 온난한 해수 표층 해류이다. 현재는 대서양 북적도 해류의 흐름으로 인해 발생한다. 이 해류는 대서양에 위치한 시계방향 순환 또는 대류(북대서양 환류)를 완성한다. 푸에르토리코, 히스파니올라, 쿠바의 북쪽, 바하마 남쪽으로 뻗어 있어 대서양을 건너 이들 섬의 북부 해안까지 해상 통신이 용이하고 플로리다 해협 교차점에서 멕시코 만류과 연결된다. 지배적이지 않은 속도와 영양이 풍부한 바다 때문에 카리브해 섬의 어부들은 이 지역을 낚시에 활용한다. 이는 푸에르토리코와 쿠바 남쪽, 콜롬비아와 베네수엘라 위로 흐르는 영양이 풍부한 카리브 해류와 거의 평행하게 이동한다.

## 같이 보기
- 북적도 해류
- 해류
- 환류 (해양학)